# 田村亮 (お笑い芸人)
田村 亮（たむら りょう、1972年〈昭和47年〉1月8日 - ）は、日本のお笑いタレント。元お笑いコンビロンドンブーツ1号2号のツッコミ担当。元相方は田村淳。
大阪府高槻市出身、大阪府立芥川高等学校卒業。以前は吉本興業所属。2020年1月に株式会社LONDONBOOTSと吉本興業の間で専属エージェント契約締結。2023年12月31日に吉本興業とのエージェント契約を終了し、フリーになる。

## 経歴
父親は大工で、学生時代はそれを継ぐつもりで修業もしていた。高校3年生の頃はよみうりテレビ製作『鶴瓶上岡パペポTV』の公開収録を欠かさず見に行っていた。
関西出身であるが、地元の大阪のNSCに入学せずそのまま上京。関西での千原ジュニアの活躍を目にし、「大阪でやってもすごく遅れていくんだろうな」「東京に行くしかないな」と踏ん切りをつけたという。当時の銀座7丁目劇場で舞台デビューを果たす。
2002年1月30日には田村亮としてのデビューシングル『存在』が発売された。作詞・作曲は田村淳。
2006年、淳が出演していた大河ドラマ『功名が辻』にゲスト出演。作中では淳との絡みは一切無かったが、同じドラマにコンビ揃って出演した。
2007年9月19日放送の「ザ・ベストハウス123」で、マカオ・タワーから2人同時バンジーのギネス記録を達成したかに思われたが、直後にロケに同伴した後藤喜男プロデューサーにあっさり更新されてしまった。翌10月には田村亮一座を旗揚げし「噂のホスピタル〜太陽のコマチ・エンジェル〜」を開催。座員はカリカ、Bコース、黒沢かずこ（森三中）、三瓶、入江慎也（カラテカ）、パンチ浜崎（ザ・パンチ）、ノンスモーキン、辻修ほか。
2019年6月24日、振り込め詐欺グループの忘年会に出席し（いわゆる「闇営業」）、金銭受領を行っていた事実が報道され、吉本興業から謹慎処分を受けた。すでに収録出演していた番組については、別番組に差し替えや出演シーンのカットといった措置がとられた。後にグループから50万円を受領していたことが新たに判明する。7月20日、亮が宮迫博之と共に謝罪会見を開くという報道を受け、所属事務所の吉本興業が契約解除の意向であるとの報道がされた。会見終了後の吉本の対応によると「契約解消はしていない」とのこと。しかし亮によると、吉本側から引退会見か契約解除かの選択を迫られ、契約解除をして謝罪会見を行う選択をしたため、本人は契約解除を希望していた。7月21日20時の時点で、吉本興業から亮に対する契約解消の正式発表は行われていなかった。同22日の吉本興業・岡本社長の本人による記者会見においても、「亮への契約解消はしていない」と発言した。
同年12月、相方の淳を代表取締役として株式会社LONDONBOOTSを共同設立したことが淳のTwitterで報告された。2020年1月10日、同社の所属として吉本興業と専属エージェント契約を結ぶ形にて、芸能活動を再開することが発表された。1月26日、ロンブーチャンネルにおいて、田村淳がロンドンブーツ二代目1号に「襲名」することを発表。それに伴い、ロンドンブーツの1号は田村淳となり、2号が田村亮となった。コンビ名はもともとどちらが1号かを意識したネーミングではなかったが、結成当初は歳上である亮が1号を名乗ることもあった。1月30日にコンビでのトークライブとその後に復帰会見を行い、本格的に活動再開した。2月28日配信分より『ロンドンハーツAbemaTV特別版』でメディア活動を復帰。同年4月7日のテレビ朝日『ロンドンハーツ』で約9か月ぶりに地上波放送に復帰。
2023年12月19日、吉本興業より2023年12月31日にエージェント契約を終了することが報告された。
2025年6月24日23時30分をもってロンドンブーツ1号2号を解散。

## 芸風
- 担当はツッコミだが天然ボケの傾向があるため、逆によくツッコまれたりイジられたりしている。
- 相方である淳だのみのキャラを前面に出している。淳のえこひいきにも「まぁ、ええやろ」と妥協していたり「これからも捨てんで下さい。お願いします。」と発言し、「淳、やっぱりお前がいんと無理や！」と番組中で発言する。また、淳に対して、釣りとウルトラシリーズの知識では淳に負けないという強みを生み出した。

## 趣味

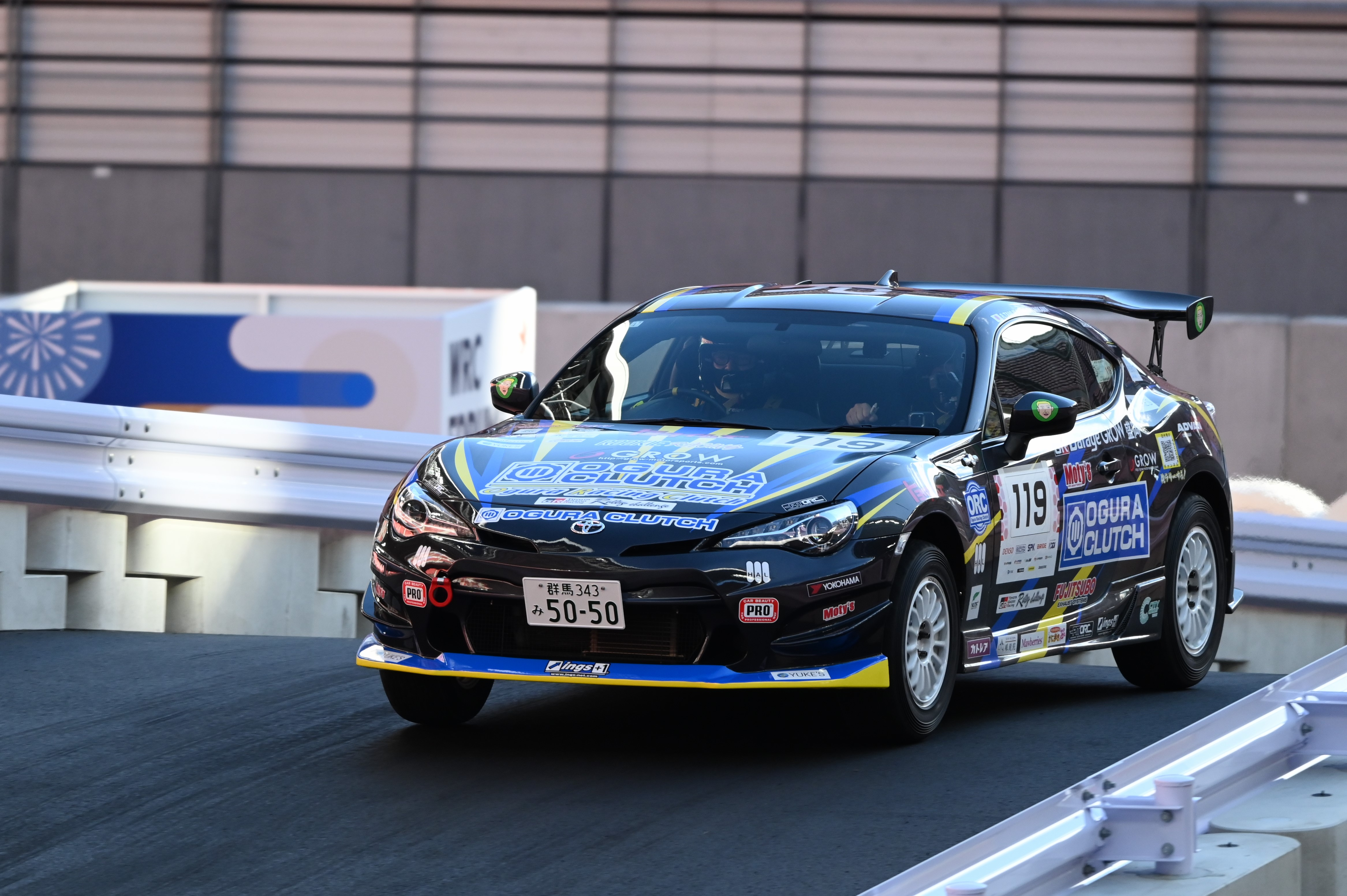
2024年12月1日に開催されたTOYOTA GAZOO Racing Rally Challenge in 豊田でドライバーとしてラリーに出場する田村。コ・ドライバーは富川悠太。

- プロレス・格闘技ファン。自身も柔道の黒帯を持つ。
- 日本のパンクバンドThe ピーズのファンである。
- 海洋生物が好き。
- ゲーム。
- 漫画。
- ウルトラマンファン。一番好きなシリーズは「ウルトラマンメビウス」。一番好きな怪獣は「ツインテール」[18][19]。
- 釣り[20]
- ランニング[21]
- アウトドア[22][23]

### 自動車関連
車好きであり、18歳のときに初めての愛車として1986年式のトヨタ・カローラFX GTを中古車で購入した。その後、三菱・ギャランGTOを購入するも、電気系統が弱く、雨漏りもするようになったことから、日産・ブルーバード（510型の2ドア）を購入した。ブルーバードは25～6歳から32歳ごろまで乗り、いずれ乗ると考えて廃車にせずに一時抹消して大阪で保管している。
その後はボルボ・XC70を新車で購入して10年以上乗ったあともう1台ボルボを乗り継ぎ、以降はYouTubeの旧車購入企画で車を乗り継いでいる。トヨタ・スターレットターボS（型式：EP71）→ スズキ・カルタス 1300GT-i → 三菱・ランサーEX 1800 GSRターボ → 1990年式ホンダ・インテグラXSi（2023年11月現在）。
2024年8月にはラリー参戦を宣言し、12月1日に愛知県豊田市で開催されたTOYOTA GAZOO Racing Rally Challengeにおいてラリーデビューを果たした。コ・ドライバーは元テレビ朝日アナウンサーで、トヨタイムズキャスター（トヨタ自動車社員）の富川悠太。

## エピソード
- お笑いコンビの相方である田村淳とは同じ姓であるが、血縁関係はない。
- 俳優の田村亮（本名・田村幸照）とは同姓同名の別人だが、家が近所のため俳優・田村亮宛の小包が誤ってロンブー・田村亮宅に届いてしまい、ロンブー・亮の妻と俳優・田村がその際会って面識ができたというエピソードがある。他にも4ピースロックバンドの3markets［］のベースにも同姓同名の田村亮がいる。
- 短い金髪がトレードマーク。ブレイク前は黒い長髪だったが、イベントで遅刻した禊として坊主にされ、その頭を気に入った先輩・加藤浩次の勧めで「今度から少し髪伸ばして金髪にしろ」という助言のもと金髪にしている。一時期「ぷらちなロンドンブーツ」内の罰ゲームにて、相方の淳の以前の髪色であった赤髪にしたことがあり、同時に淳も金髪にした。2009年6月29日のトークライブにて、14年ぶりに1度だけ黒髪に戻した事がある。
- 『ロンブー龍』の企画で、野菜中心の和食の店『菜乃家わいんち』をプロデュースして開店させる。亮本人は出資していないいわゆる「名義貸し」だが、本人も時々店を手伝っていた。なお、2011年の時点で既に閉店している。
- 出会った芸能人で最もオーラを感じた相手は本人曰くビートたけし。それまでも「芸能人は皆例外なくオーラを持っている」と思っていたが、たけしは格が違ったとのこと。
- 芸能界に入ったのが少し遅かったため、年下や同い年及び同学年の先輩が多く存在する（宮川大輔、ココリコ、ケンドーコバヤシ、矢部浩之、たむらけんじ、陣内智則など）。
- 2000年7月12日未明にバイクを運転中、下り坂と間違えて階段に進入、両腕を骨折する事故を起こした。そのため出演予定だったドラマのクランクインを遅らせることになった。その際に亮を看病したのは当時自宅に同居していた川田広樹（ガレッジセール）。
- 川田と同居していたとき、自身を発奮させるため家賃が50万円、リビングが25畳という高級マンションに住んでいた。
- 2003年に、岡山県出身の一般人女性と結婚。『ロンドンハーツ』において、独占結婚発表会見が行われた（番組の企画であり、実際の記者会見ではない）。2人の男児をもうけている。
- 2018年末、番組でのロケを機に、猛勉強を行って狩猟免許を取得した。
- 2019年7月の謝罪会見以降、気分の浮き沈みが激しくなり、相方・淳の提案で病院へ行ったところ適応障害と診断された[27]。

## 出演作品
コンビでの活動はロンドンブーツ1号2号#出演番組を参照。

### テレビ番組

#### 現在の出演
レギュラー
- 極楽山本・ロンブー亮のARIGATEENA TV→極楽山本・田村亮のARIGATEENA TV（2020年10月11日 - 、テレビ埼玉）
- ロンブー亮の釣りならまかせろ!→田村亮の釣りならまかせろ!（2020年10月13日 - 、テレビ埼玉・BSよしもと他9局）[28]
- 亮と優の静岡をゆる〜く走りませんか？（2021年11月7日 - 、TOKAIケーブルネットワーク）
- かにぱんお姉さんのかに歩き（テレビ静岡）

特別番組
- 岡村・亮・原西・津田の日本爆釣り!!原西フィッシング倶楽部（BSフジ、2018年12月30日・2019年9月15日・2020年12月29日・2021年8月21日・12月26日・2022年9月17日・2024年3月16日）[29]
- 山下健二郎＆田村亮 休日ぶらザーズ（2023年9月23日・2024年3月23日、テレビ静岡）

#### 過去の出演
レギュラー
- いただきマッスル!（2006年4月15日 - 2007年9月、中京テレビ）
- 密室謎解きバラエティー 脱出ゲームDERO!→宝探しアドベンチャー 謎解きバトルTORE!（2010年4月21日 - 2013年2月25日、日本テレビ）
- ちょこっとイイコト 〜岡村ほんこん♥しあわせプロジェクト〜（2011年4月29日 - 2012年3月16日テレビ東京） - 芸能人サポーター
- ラン×スマ〜街の風になれ〜→ラン×スマ（2011年12月25日・2012年4月29日 - 2019年6月、NHK BS1）
- プリ♥プリ→プリプリ（2012年4月6日 - 2013年3月15日、毎日放送） - 火曜日レギュラー
- ロンブー亮のGO!GO!釣りごはん（2012年4月27日 - 2014年12月14日、フジテレビONE）[30]
- おはスタ 第1部（2013年4月 - 2014年4月、テレビ東京）
- サタハピ しずおか（2016年4月2日 - 2019年3月30日、静岡朝日テレビ）
- おかべろ（2016年11月5日 - 2019年6月22日、関西テレビ）[31]
- とびっきり!しずおか 土曜版（2019年4月6日 - 6月1日、静岡朝日テレビ）
- 極楽山本・ロンブー亮のあたり前じゃねえからな!TV（2020年7月6日 - 9月21日、TOKYO MX）[32]
- MBの俺のドラ1（2020年4月22日 - 2022年12月、BS12 トゥエルビ）[33]

### WEB番組
- 原宿AbemaNews（2016年4月15日 - 2018年3月31日、AbemaTV）

### テレビドラマ
- 大河ドラマ「功名が辻」（NHK） - 島津豊久役
- 月曜ゴールデン「スクープ 遊軍記者・布施京一」（2015年6月15日、TBSテレビ） - 神埼章 役

### 映画
- Mr.マックスマン（2015年10月17日） - 島内健吾 役
  - Bros.マックスマン（2017年1月7日） - 島内健吾 役
  - N.Y.マックスマン（2018年2月17日） - 島内健吾 役
- 宇宙戦隊キュウレンジャー THE MOVIE ゲース・インダベーの逆襲（2017年8月5日） - ホイ・コウロー / ゲース・インダベー 役

### 劇場アニメ
- 劇場版アニメ 忍たま乱太郎 忍術学園 全員出動!の段（2011年3月12日公開） - 手潟潔斎 役[34] ※特別出演

### ラジオ

#### 現在の出演
- オレたちゴチャ・まぜっ!〜集まれヤンヤン〜（2018年4月21日[35] - 、MBSラジオ）
- ロンブー亮とSHIBUYAを学ぶ→田村亮とSHIBUYAを学ぶ（2020年6月13日 - （第2・第4土曜日）、渋谷クロスFM）

#### 過去の出演
- BATTLE NIGHT RYO キックorチョップ（bayfm）
- 西川あやの おいでよ!クリエイティ部（2024年1月 - 3月､文化放送）- 月曜スタジオ部員（コメンテーター）
- 『大﨑洋のらぶゆ〜きょうと』（2020年4月　KBS京都ラジオ）

### CM
- ハウス食品「さわやか吐息」
- 任天堂「ラストストーリー」
- 東京都 TEAM BEYOND「TEAM BEYOND メンバー募集編type1」「TEAM BEYOND メンバー募集編type2」（2016年11月30日 - ）[36]
- イーキャリア・イーキャリアFA（2021年10月18日 - ）

### ゲーム
- ビーバス&バットヘッド ヴァーチャル・アホ症候群 - ビーバス役

### 雑誌
- ネコ・パブリッシング DAYTONA

### ミュージックビデオ
- Thorn in My Side（2019年4月23日、LOW IQ 01）